# Le Temps des Gitans
Le Temps des Gitans je soundtrack za film Emira Kusturice Dom za vješanje. Glazbu je napisao i svirao Goran Bregović.

## Popis pjesama
1. Ederlezi [Scéne de la Féte de la ...] [Scena Durdevdana Na Rijeci]
2. Scena Pojavljivanja Majke [Scéne de l'Apparition de la Mére]
3. Scena Perhanove Pogibije [Scéne du Meurtre de Perhan]
4. Kustino Oro [Ronde Populaire de Kustin]
5. Borino Oro [Ronde Populaire de Boro]
6. Glavna Tema [B.O.F. Kuduz]
7. Tango [B.O.F. Kuduz]
8. Pjesma [Chant]
9. Talijanska [L'Italienne]
10. Ederlezi